# BSG Stahl Brandenburg (1950)
Die BSG Stahl Brandenburg war eine Betriebssportgemeinschaft in der Stadt Brandenburg an der Havel. Sie wurde am 20. November 1950 gegründet. Erfolgreiche Sektionen waren Fußball und Handball, von denen Mannschaften zeitweise in der jeweils höchsten Spielklasse der DDR antraten. Nach der politischen Wende 1989/90 gründeten sich einige Sektionen in neue Sportvereine aus, während die vormalige BSG sich als eingetragener Verein in die SG Stahl Brandenburg umstrukturierte.

## Geschichte

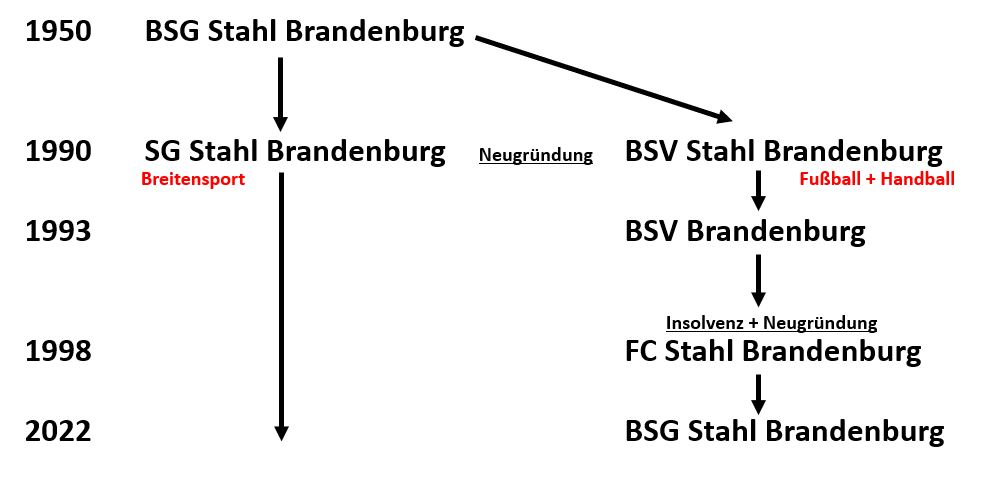
Genese der BSG Stahl Brandenburg von 1950 bis 2022

Die BSG Stahl Brandenburg war eine der größten Betriebssportgemeinschaften der DDR. Zeitweise über 2.000 Mitglieder betrieben in der BSG des Stahl- und Walzwerkes Brandenburg Sport. So gab es zu Hochzeiten mehr als fünfzehn Sektionen. Dies waren unter anderem Fußball, Handball, Rugby, Rudern, Kanu, Leichtathletik, Volleyball, Billard, Schach, Tischtennis, Kegeln, Badminton, Gymnastik, Kraftsport, Boxen, Ringen und Segeln. Daneben war der BSG ein Spielmannszug angegliedert.  Die Sportler Stahl Brandenburgs konnten zahlreiche nationale und internationale Erfolge erringen. Die Kanutin Birgit Fischer gewann bei Olympischen Spielen beispielsweise achtmal Gold und viermal Silber, womit sie die erfolgreichste deutsche Olympionikin der Geschichte ist. Überregional bekannt wurden auch die Fußballer, die sieben Jahre in der Oberliga spielten und 1986 sogar am UEFA-Pokal teilnahmen.  Auch die Handballer spielten in der DDR-Oberliga. 1990 wurde die BSG in der neuen Rechtsform eingetragener Verein überführt. Sie besteht als SG Stahl Brandenburg fort.

### Wappenhistorie 1950–1990

1950–1962
1962–1963
1963–1971
1971–1990

## Sektionen

### Fußball

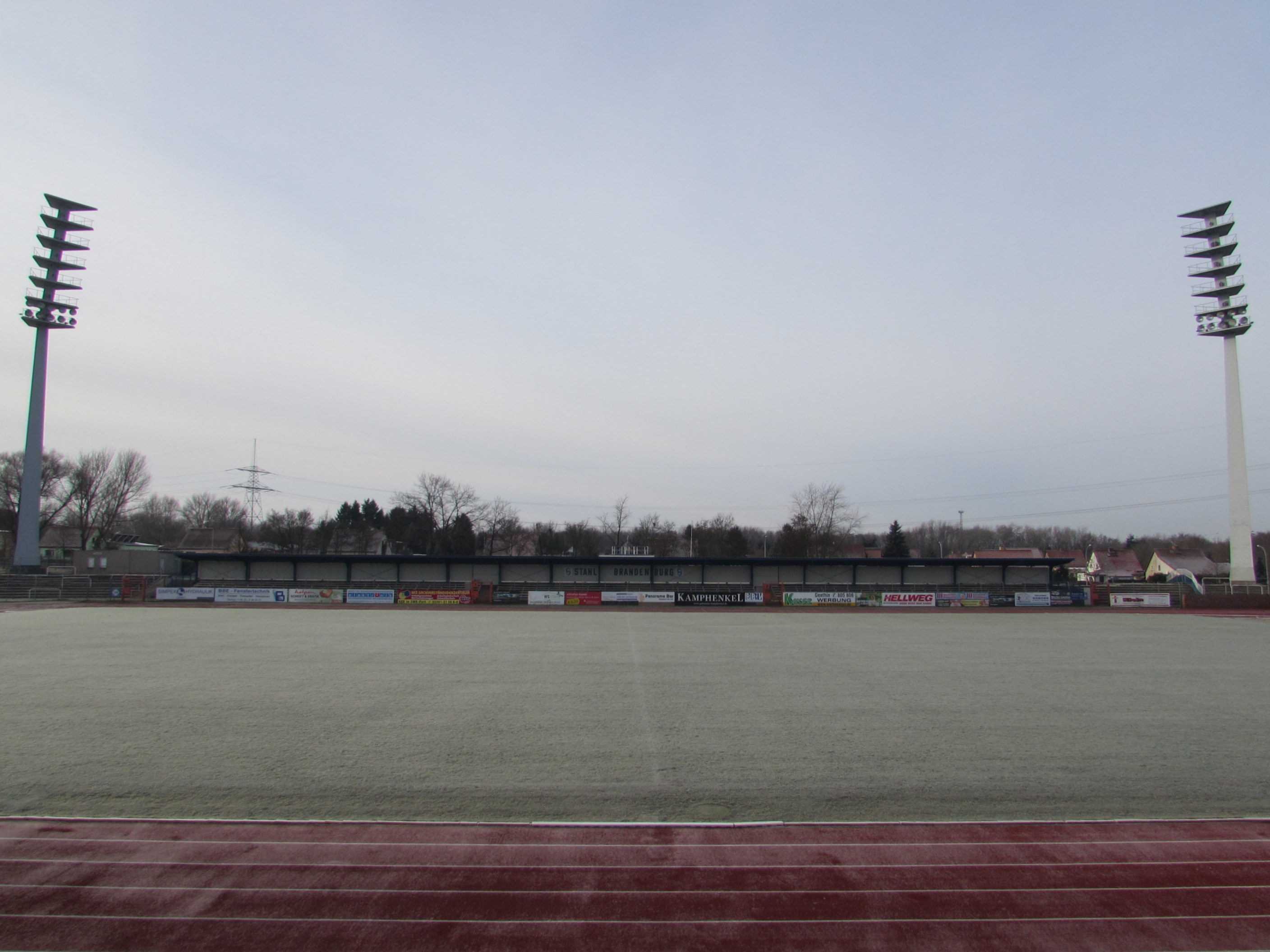
Heimstätte der Fußballer: Stahlstadion

| Spielklasse                                       | Saison  | Platz | Tore   | Punkte |
| ------------------------------------------------- | ------- | ----- | ------ | ------ |
| Kreisliga Brandenburg-Stadt                       | 1951/52 | 2.    | n. b.  | n. b.  |
| Bezirksklasse Potsdam, Staffel B                  | 1952/53 | 07.   | 45:53  | 20-20  |
| Bezirksklasse Potsdam, Staffel B                  | 1953/54 | 02.   | 97:24  | 36-12  |
| Bezirksklasse Potsdam, Staffel B                  | 1954/55 | 02.   | 47:23  | 33-11  |
| Bezirksklasse Potsdam, Staffel B (Übergangsrunde) | 1955    | 10.   | 14:19  | 9-15   |
| Bezirksliga Potsdam                               | 1956    | 02.   | 77:48  | 48-18  |
| Bezirksliga Potsdam                               | 1957    | 02.   | 91:41  | 38-14  |
| II. DDR-Liga                                      | 1958    | 13.   | 35:68  | 14-38  |
| Bezirksliga Potsdam                               | 1959    | 10.   | 50:57  | 22-30  |
| Bezirksliga Potsdam                               | 1960    | 10.   | 44:58  | 21-31  |
| Bezirksliga Potsdam Gruppe 2                      | 1961/62 | 05.   | 58:63  | 37-35  |
| Bezirksliga Potsdam Gruppe 2                      | 1962/63 | 08.   | 37:44  | 21-23  |
| Bezirksliga Potsdam Gruppe 2                      | 1963/64 | 07.   | 50:56  | 26-26  |
| Bezirksliga Potsdam                               | 1964/65 | 03.   | 96:40  | 44-16  |
| Bezirksliga Potsdam                               | 1965/66 | 04.   | 56:45  | 34-22  |
| Bezirksliga Potsdam                               | 1966/67 | 02.   | 95:26  | 48-12  |
| Bezirksliga Potsdam                               | 1967/68 | 01.   | 87:19  | 52-08  |
| Bezirksliga Potsdam                               | 1968/69 | 03.   | 89:25  | 47-13  |
| Bezirksliga Potsdam                               | 1969/70 | 01.   | 108:16 | 53-07  |
| DDR-Liga Staffel Nord                             | 1970/71 | 08.   | 42:40  | 27-25  |
| DDR-Liga Staffel C                                | 1971/72 | 07.   | 30:26  | 19-21  |
| DDR-Liga Staffel C                                | 1972/73 | 02.   | 34:21  | 28-16  |
| DDR-Liga Staffel C                                | 1973/74 | 06.   | 43:35  | 23-21  |
| DDR-Liga Staffel C                                | 1974/75 | 08.   | 35:25  | 22-22  |
| DDR-Liga Staffel C                                | 1975/76 | 08.   | 34:34  | 22-22  |
| DDR-Liga Staffel C                                | 1976/77 | 08.   | 21:27  | 19-25  |
| DDR-Liga Staffel C                                | 1977/78 | 09.   | 32:28  | 19-25  |
| DDR-Liga Staffel C                                | 1978/79 | 08.   | 27:33  | 19-25  |
| DDR-Liga Staffel B                                | 1979/80 | 04.   | 29:29  | 23-21  |
| DDR-Liga Staffel B                                | 1980/81 | 05.   | 48:32  | 26-18  |
| DDR-Liga Staffel B                                | 1981/82 | 05.   | 46:38  | 28-16  |
| DDR-Liga Staffel B                                | 1982/83 | 01.   | 53:21  | 35-09  |
| DDR-Liga Staffel B                                | 1983/84 | 01.   | 62:29  | 34-10  |
| DDR-Oberliga                                      | 1984/85 | 11.   | 25:39  | 20-32  |
| DDR-Oberliga                                      | 1985/86 | 05.   | 27:23  | 29-23  |
| DDR-Oberliga                                      | 1986/87 | 09.   | 27:34  | 23-29  |
| DDR-Oberliga                                      | 1987/88 | 04.   | 44:37  | 29-23  |
| DDR-Oberliga                                      | 1988/89 | 11.   | 36:43  | 22-30  |
| DDR-Oberliga                                      | 1989/90 | 10.   | 35:37  | 24-28  |

|  | Aufstieg                       |
|  | Qualifikation für den UEFA-Cup |
|  | Abstieg                        |

Die Fußballsektion war die bekannteste der BSG Stahl Brandenburg und wurde 1950 gegründet. Bis zum Jahr 1955 spielte die BSG in der fünftklassigen Bezirksklasse. Da die Fußballsektion der BSG Einheit Brandenburg aufgelöst wurde, übernahm die BSG Stahl deren Startplatz in der viertklassigen Bezirksliga. Bereits drei Jahre später, 1958, stieg Stahl Brandenburg in die drittklassige II. DDR-Liga auf, stieg jedoch nach einem Jahr wieder ab. Nach dem Wiederaufstieg und dem Etablieren in der dritten Liga gelang 1970 Aufstieg in die DDR-Liga, der zweiten Liga im System des DDR-Fußballverbandes. Dort etablierte sich Stahl schnell und wurde bereits in der Saison 1972/73 Zweiter der Staffel C. In der Folge konnte die BSG jedoch nicht an diesen Erfolg anknüpfen und belegte in der spielstarken Staffel C in den nächsten Jahren hintere Plätze. Erst ein Wechsel in die Staffel B ab der Saison 1979/80 brachte Fortschritte. Auf Anhieb wurde der 4. Platz erreicht. In den zwei nachfolgenden Spielzeiten belegte Stahl jeweils den fünften Tabellenplatz, wobei man jeweils hinter dem übermächtigen 1. FC Union Berlin mit mehreren Mannschaften um Platz zwei in der Staffel kämpfte. Zudem konnte Stahl unter Trainer Karl Schäffner mehrere oberligaerfahrene Spieler verpflichten, allen voran Karsten Heine, der sich in der Aufstiegssaison 1983/84 zum Mittelfeldregisseur aufschwang und alle Spiele bestritt. Schon länger spielten da bereits Eckart Märzke, Christoph Ringk und Frank Jeske, die sich zu tragenden Säulen der Stahlelf entwickelten. In der Saison 1982/83 gewann die BSG erstmals ihre Staffel, scheiterte jedoch in der Aufstiegsrunde zur DDR-Oberliga. Dies hatte einen Trainerwechsel zur Folge. Nach fünf Jahren Tätigkeit wurde Karl Schäffner von seinem Amt entbunden und der oberligaerfahrene Heinz Werner verpflichtet. Vor der Saison 1983/84 wechselte der Magdeburger Stürmer Holger Döbbel an die Havel. Auch mit dessen 16 Toren in Liga und Qualifikation setzte man sich nunmehr nach dem Staffelsieg auch in der Qualifikationsrunde erfolgreich durch. 
| Die Stammelf des Aufsteigers |
| Hubert Gebhardt (28 Jahre / 20 Spiele) Christoph Ringk (24/28) Eckhart Märzke (31/29), Gerhard Kraschina (28/29), Winfried Kräuter (27/29) Karsten Heine (29/30), Michael Schulz (26/29) , Rainer Fliegel (31/28) Frank Jeske (24/30), Peter Schoknecht (25/26), Holger Döbbel (23/25) |

Für die nachfolgende erste Oberligasaison verstärkte sich Stahl mit weiteren späteren Leistungsträgern wie Eberhard Janotta, Jens Pahlke und Silvio Demuth, zudem reifte mit Juniorennationalspieler Markus Wuckel ein Talent in den eigenen Reihen heran. Auch der eigentlich für die Oberliga gesperrte Torhüter Detlef Zimmer konnte nach einflussreicher Fürsprache des Generaldirektors des Trägerbetriebs Edelstahlkombinats Brandenburg, Hans-Joachim Lauck, an die Havel geholt werden. Zimmer entwickelte sich zu einer der Stützen des neuen Oberligisten. Die Havelstädter beendeten die Saison punktgleich vor der BSG Stahl Riesa auf dem elften Tabellenplatz. Vorentscheidenden Charakter hatte dabei der 1:0-Heimsieg gegen die BSG Chemie Leipzig, einem direkten Abstiegskonkurrenten, am drittletzten Spieltag. Schon einen Spieltag später konnte Stahl den Klassenerhalt feiern, da Chemie Leipzig wiederum verlor und durch sein schlechteres Torverhältnis die Brandenburger nicht mehr überholen konnte. Durch einen Heimsieg im letzten Spiel gegen Stahl Riesa zog man sogar noch an den Elbestädtern vorbei. Markenzeichen der Stahlelf war die Heimstärke im Stahlstadion, man verlor von dreizehn Heimspielen nur vier. Auch in der Gunst der Zuschauer lag Brandenburg ziemlich weit oben, sie hatte den sechstbesten Zuschauerschnitt aller Oberligisten bei Heimspielen. Im Sommer 1985 wurde nach zwei erfolgreichen Spielzeiten Heinz Werner zum FC Karl-Marx-Stadt verabschiedet und Peter Kohl, der in der abgelaufenen Saison noch Stahl Riesa trainiert hatte, verpflichtet. Hinzu kamen die Abgänge von Karsten Heine und Markus Wuckel, die nicht adäquat ersetzt werden konnten.
Die zweite Oberligasaison beendete Stahl Brandenburg dennoch überraschend auf dem fünften Platz. Schon nach der Hinrunde, bei der man zwischenzeitlich sogar auf Platz vier stand, befand man sich bereits auf diesem Tabellenplatz. In der Winterpause kam es zu einem Tauschgeschäft zwischen dem BFC Dynamo und Stahl. Der starke Mittelfeldakteur Michael Schulz war den Hauptstädtern aufgefallen und entwickelte sich auch beim Serienmeister zum Stammspieler. Im Gegenzug wurden Bernd Kubowitz und Jan Voß an die Havel delegiert, wobei sich vor allem Voß als Verstärkung entpuppte. Nach einem eher schwachen Rückrundenstart mit zwei Niederlagen und zwei torlosen Unentschieden besiegte die Stahlelf in den drei nachfolgenden Spielen unter anderem den 1. FC Lokomotive Leipzig und auswärts Dynamo Dresden. Durch Spielausfälle begünstigt fanden sich die Havelstädter für einen Spieltag sogar auf Tabellenplatz zwei wieder. In der Endabrechnung waren die Brandenburger nur durch ihr schlechteres Torverhältnis vom punktgleichen Viertplatzierten  1. FC Magdeburg getrennt und ließen zum Beispiel die SG Dynamo Dresden, gegen die die Stahlelf in beiden Spielen gewann, hinter sich. Auch der Zuschauerzuspruch war wieder hoch, die BSG hatte den viertbesten Zuschauerschnitt bei Heimspielen.
Dadurch, dass der 1. FC Lok Leipzig als Vizemeister FDGB-Pokalsieger wurde und damit im Europacup der Pokalsieger startete, berechtigte Platz fünf zur Teilnahme am UEFA-Cup. Am 10. Juli 1986 wurde in Genf der nordirische Vertreter Coleraine FC den Brandenburgern für die erste Runde als Gegner zugelost. Für die dritte Oberligasaison konnte Stahl die Mannschaft zwar zusammenhalten, aber auch keine namhaften Neuzugänge vermelden. Lediglich mit Ingolf Pfahl von Stahl Riesa konnte ein gestandener Abwehrspieler verpflichtet werden, der sich alsbald auch zur Stammkraft entwickelte. Hinzu kam von der TSG Wismar mit Timo Lange ein erst 18-jähriges Talent, welches sich aber auch als Verstärkung erweisen sollte. Der Saisonstart begann mit drei Unentschieden in Folge, ehe gegen den FC Vorwärts Frankfurt mit 1:0 der erste Sieg gelang. Abwechslung brachte die Teilnahme am UEFA-Cup, wo man zuerst auswärts antrat. Beim FC Coleraine wurde ein achtbares 1:1 erreicht, ging dabei durch Eberhard Janotta sogar in Führung. Im Rückspiel siegte die Stahlelf im restlos ausverkauften Stadion vor 18.000 Zuschauern mit 1:0 durch ein Tor von Frank Jeske. In der zweiten Runde bekam man den späteren Europapokalsieger IFK Göteborg zugelost, an dem man letztendlich scheiterte. Das Hinspiel verlor Brandenburg 2:0, das Rückspiel endete vor über 15.000 Zuschauern 1:1 (Torschütze Jan Voß). Erschwerend kam dabei hinzu, dass sich Mitte Oktober mit Janotta und Ferl zwei Leistungsträger verletzt hatten. Dennoch konnte sich Stahl in der Oberliga gut behaupten und bewegte sich in der Rückrunde immer zwischen Platz sieben bis neun. Die Saison wurde auf dem neunten Tabellenplatz beendet, darüber hinaus stieß man bis ins Halbfinale des FDGB-Pokals vor, in dem man beim zu diesem Zeitpunkt schon feststehenden Oberligaaufsteiger Hansa Rostock mit 0:1 verlor.
Vor der vierten Oberligasaison konnte Stahl als namhaften Neuzugang nur den oberligaerfahrenen Uwe Schulz verpflichten. Dennoch sollte die Spielzeit 1987/88 die beste Saison der Havelstädter werden. Allerdings ließ sich die Saison anfangs nicht gut an, nach vier Spieltagen befand sich Stahl auf dem letzten Platz. Bis zur Winterpause befand sich die Mannschaft fast nur auf zweistelligen Tabellenplätzen, um die Hinrunde mit Platz neun zu beenden. Die Rückrunde startete Stahl mit drei Siegen in Folge und stand nun plötzlich auf Platz fünf. Die erste Rückrundenniederlage gab es erst am 22. Spieltag mit 0:1 in Magdeburg. Höhepunkte dieser Rückserie waren die Heimsiege gegen Aue (5:2), Dresden (4:1) und Lok Leipzig (3:2). Durch den erst in letzter Sekunde erzielten Siegtreffer gegen Lok griff Stahl indirekt sogar in das Titelrennen der sehr spannenden Meisterschaft ein, durch ein Unentschieden wären die Leipziger Tabellenführer geworden. Am Ende wurde der BFC Dynamo nur durch das bessere Torverhältnis Meister. Stahl Brandenburg platzierte sich am Ende auf Rang vier mit der besten Rückrunde noch vor Meister BFC und der besten Heimbilanz von 24:2 Punkten (11 Siege, 2 Unentschieden) unter allen Oberligisten. Dennoch reichte es diesmal nicht für eine Teilnahme am UEFA-Cup, da zum einen der DFV nur noch zwei Startplätze im UEFA-Cup hatte und zum anderen Pokalfinalist Jena die Saison nicht auf einem UEFA-Cup-Platz beendete. In den zwei nachfolgenden Spielzeiten bewegte sich die Stahlelf eher im unteren Tabellendrittel. Bekannte Neuzugänge waren dabei ab der Saison 1988/89 der spätere DFB-Nationalspieler Steffen Freund aus dem eigenen Nachwuchs und in der Winterpause der gleichen Saison der Riesaer Torjäger Jens Pfahl, der nun wieder mit seinem Bruder Ingolf zusammenspielte. Auch ein Trainerwechsel von Peter Kohl zu Gerd Struppert im Sommer 1989 brachte die Stahlelf nicht entscheidend weiter. In Abstiegsgefahr schwebend, griff Trainer Struppert im März 1990 seiner Sektionsleitung vor und wechselte zum 1. FC Union Berlin, wo er den ebenfalls unter Beschuss stehenden Trainer Karsten Heine unterstützte. Neuer und letzter Trainer der Fußballer der BSG Stahl Brandenburg wurde Eckhard Düwiger. Da Stahl anders als andere Oberligisten kaum Abgänge infolge der politischen Wende zu verzeichnen hatte und sich auf einen sehr erfahrenen Kader stützen konnte, schloss man die letzte DDR-Oberliga-Saison auf dem zehnten Tabellenplatz ab. Somit war Stahl Brandenburg in der NOFV-Oberliga dabei, wo in der Saison 1990/91 die zukünftigen Teilnehmer an der 1. und 2. Bundesliga ermittelt werden sollten. Im Sommer 1990 löste sich die Sektion Fußball von der BSG Stahl und spielte nunmehr gemeinsam mit der Abteilung Handball unter dem Namen BSV Stahl Brandenburg. Der BSV erreichte am Saisonende die Qualifikation zur 2. Bundesliga.

#### Erfolge
- UEFA-Cup-Teilnahme 1986/87
- Erstklassigkeit (DDR-Oberliga) 1984/85 – 1989/90
- Halbfinalist im FDGB-Pokal 1986/87

#### Europapokalspiele
Es fanden folgende Europapokalspiele unter Beteiligung der BSG Stahl Brandenburg statt:
UEFA-Pokal
1986/87
| 1. Runde: BSG Stahl Brandenburg – Coleraine FC, Nordirland |
| Hinspiel: 1:1 (0:0), 17. September 1986, 15:00 Uhr, The Showgrounds, Coleraine, 3.000 Zuschauer |
| Aufstellung: Detlef Zimmer – Christoph Ringk – Eckart Märzke, Jens Pahlke, Winfried Kräuter, Ingolf Pfahl – Roland Gumtz, Eberhard Janotta, Andreas Lindner – Peter Schoknecht (63. Uwe Ferl), Jan Voß Tore: 1:0 Eberhard Janotta (50.), 1:1 Healy (78., Foulstrafstoß) |
| Rückspiel: 1:0 (1:0), 1. Oktober 1986, 14:30 Uhr, Stadion am Quenz, Brandenburg, 18.000 Zuschauer |
| Aufstellung: Detlef Zimmer – Christoph Ringk – Eckart Märzke, Jens Pahlke, Silvio Demuth – Uwe Ferl (89. Mike Wangerin), Roland Gumtz (71. Peter Schoknecht), Eberhard Janotta, Ingolf Pfahl – Jan Voß, Frank Jeske Tore: 1:0 Frank Jeske (43.)                         |
| 2. Runde: BSG Stahl Brandenburg – IFK Göteborg, Schweden |
| Hinspiel: 0:2 (0:2), 22. Oktober 1986, 19:00 Uhr, Gamla Ullevi, Göteborg, 7.000 Zuschauer |
| Aufstellung: Detlef Zimmer – Christoph Ringk – Eckart Märzke, Jens Pahlke, Winfried Kräuter, Silvio Demuth – Bernd Kubowitz (55. Timo Lange), Roland Gumtz, Ingolf Pfahl – Jan Voß, Frank Jeske (81. Peter Schoknecht) Tore: 0:1 Rantanen (12.), 0:2 Larsson (21.)      |
| Rückspiel: 1:1 (1:1), 5. November 1986, Stadion am Quenz, 13:30 Uhr, Brandenburg, 15.500 Zuschauer |
| Aufstellung: Detlef Zimmer – Christoph Ringk – Eckart Märzke, Jens Pahlke, Silvio Demuth – Roland Gumtz, Timo Lange (76. Uwe Kirchner), Frank Jeske, Ingolf Pfahl (53. Bernd Kubowitz) – Jan Voß, Peter Schoknecht Tore: 0:1 Rantanen (21.), 1:1 Jan Voß (42.)          |

#### Spieler in der Oberliga
siehe Liste der DDR-Oberligaspieler der BSG Stahl Brandenburg

#### Trainer (seit 1972)
- Juli 1972 – 03/1974: Wilfried Klingbiel
- Juli 1974 – Juni 1975: Karl Schäffner
- Juli 1975 – Juni 1978: Siegfried Ziem
- Juli 1978 – Juni 1983: Karl Schäffner
- Juli 1983 – Juni 1985: Heinz Werner
- Juli 1985 – Juni 1989: Peter Kohl
- Juli 1989 – März 1990: Gerd Struppert

### Handball

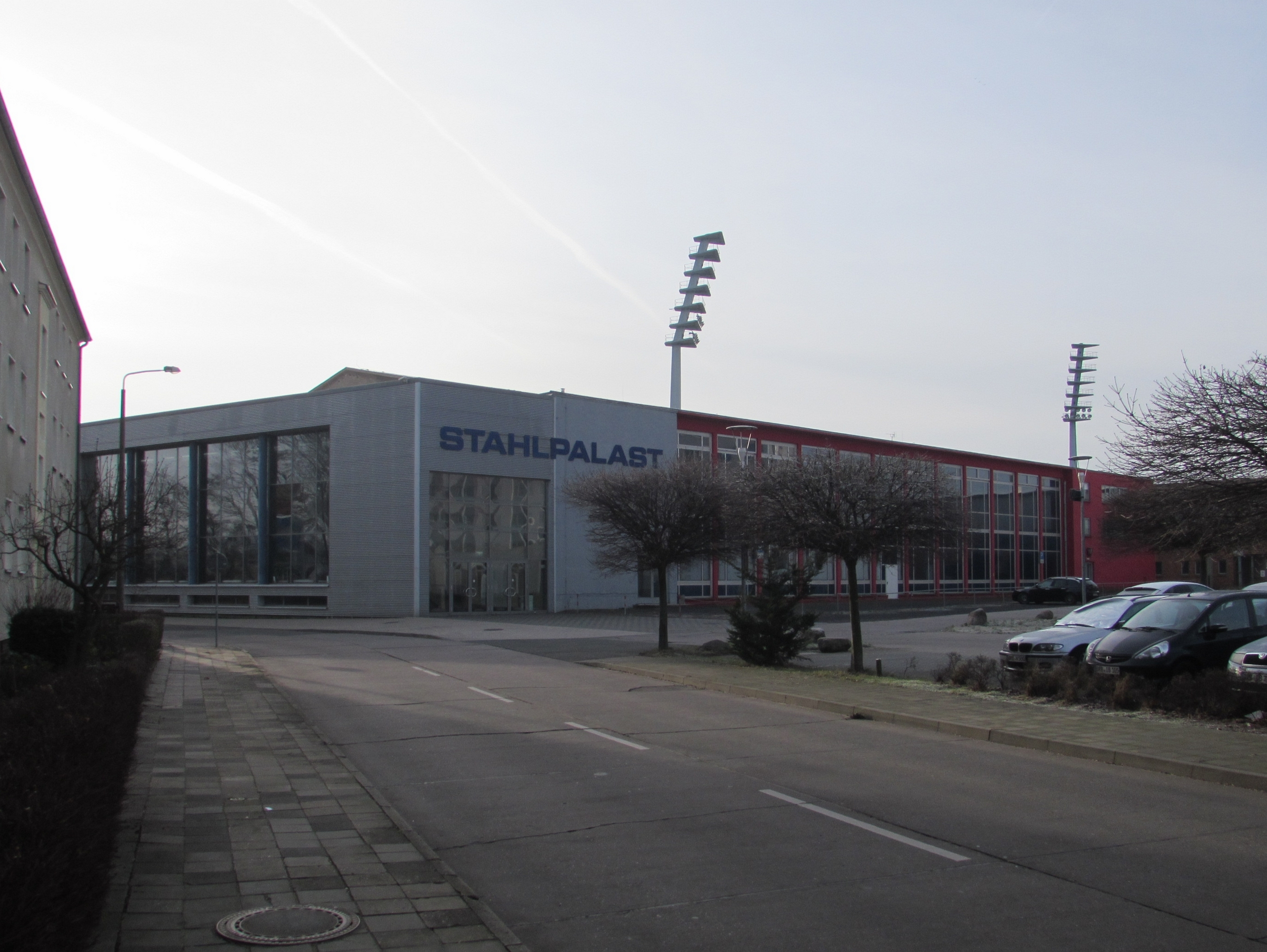
Stahlpalast, die ehemalige Stahlsporthalle, in der die Oberligaspiele ausgetragen wurden

Anfang der 1970er Jahre bildete die Betriebssportgemeinschaft Stahl eine Spielgemeinschaft im Herrenhandballbereich mit den BSG Stahl Brandenburg und BSG Stahl Kirchmöser. Ziel war eine Bündelung der Kräfte und finanziellen Mittel. Stärkster Handballverein des Bezirks Potsdam war zu dieser Zeit der dreifache Pokalsieger BSG Chemie Premnitz. Diese Spielgemeinschaft stieg in der Saison 1972/73 erstmals in die zweigleisige Handball-DDR-Liga, der zweithöchsten Spielklasse auf. Die BSG Stahl Brandenburg/Kirchmöser spielte in der Staffel Nord. In der ersten Saison gelang mit Platz 8 der Klassenerhalt. In der darauffolgenden Saison 1974/75 musste man jedoch als Tabellenletzter wieder für drei Spielzeiten in die drittklassige Bezirksliga absteigen. Erst ab der Saison 1978/79 sah man in Brandenburg wieder Männerhandball in der zweithöchsten Spielklasse. Nach diesem Aufstieg etablierte sich die Mannschaft und konnte teilweise vordere Platzierungen erzielen. Insgesamt spielte Stahl in der Folge acht weitere Spielzeiten in der DDR-Liga und konnte 1983 erstmals Chemie Premnitz überflügeln. Platz 2 hinter der zweiten Mannschaft des SC Dynamo Berlin in der Saison 1985/86 reichte für den erstmaligen Aufstieg in die Handball-DDR-Oberliga, der ersten Liga. Die erste Oberligasaison 1986/87 lief wenig erfolgreich. Nach nur eine Spielzeit folgte der Wiederabstieg, nachdem man mit drei Siegen und zwei Unentschieden auf den neunten Platz der Zehnerliga kam. Nach dem sofortigen Wiederaufstieg gelang es der Spielgemeinschaft jedoch, sich in der 1988 auf zwölf Mannschaften vergrößerten Spielklasse zu behaupten. In der Spielzeit 1988/89 kam man mit fünf Siegen und zwei Unentschieden auf den zehnten, in der folgenden Saison 1988/90 auf den neunten Tabellenplatz.
Die Damen der BSG Stahl Brandenburg stiegen 1967 in die zweitklassige Liga auf. Bereits in der ersten Saison 1967/68 landete man auf dem 3. Platz der Staffel Nord. 1970/71, nach vier Spielzeiten landete die Mannschaft auf dem 9., dem vorletzten Tabellenplatz und stieg wieder in die Bezirksliga ab.
1990 gliederte sich die Sektion mit den Fußballern aus der BSG aus und gründete den BSV Stahl Brandenburg. Die Mannschaft trug ihre Heimspiele in der Stahlhalle aus.

### Rugby

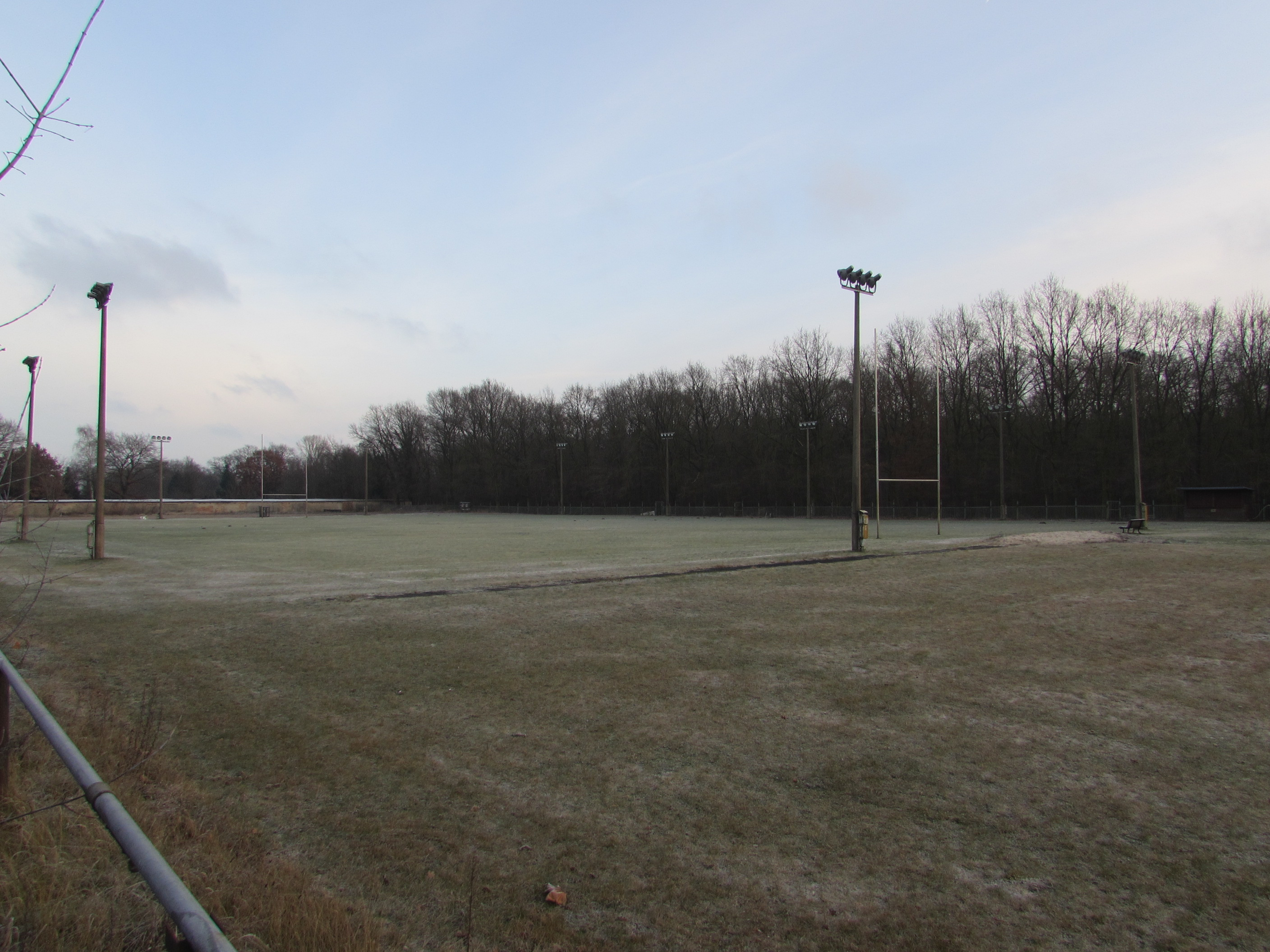
Rugbyfeld auf dem Medizinsportplatz

Im Zuge eines Länderspiels zwischen der Nationalmannschaft der DDR und dem Team Rumäniens am 12. Oktober 1958 auf dem Werner-Seelenbinder-Sportplatz in Brandenburgs Stadtteil Nord, dem mehr als 3000 Zuschauer beiwohnten und in dem die DDR ihr einziges Unentschieden in ihrer Länderspielgeschichte gegen die Rumänen erzielte, wurde eine Sektion Rugby an der damaligen Thälmannwerft gegründet. Im Jahr 1959 schloss sich die neugegründete Sportsektion der BSG Motor Nord, der Betriebssportgemeinschaft der Werft an. Da die Thälmannwerft 1962 geschlossen und in diesem Zusammenhang die BSG Motor Nord Brandenburg aufgelöst wurde, mussten sich die Rugbyspieler einen neuen Heimatverein suchen und traten so der BSG Stahl Brandenburg bei. 1975 gewann die Jugendmannschaft Stahls die DDR-Meisterschaft.
Mit dem Beginn der 1980er wurde der Medizinsportplatz hinter der damaligen Bezirksnervenklinik zu einem Rugbyplatz umgebaut und war seitdem Heimstätte der Sektion. Das Team spielte zu dieser Zeit in der ersten, der Oberliga der DDR. Ihren größten Erfolg erzielte Stahl Brandenburg in der Saison 1987/88 unter dem damaligen Trainer Gerd Wendler, als man hinter Stahl Hennigsdorf Zweiter und somit DDR-Vizemeister werden konnte und sich als Spitzenmannschaft etablierte. In dieser Zeit waren sechs Spieler, beispielsweise Torsten Busse, Helmut Busse und Silvio Wicht, Mitglieder der Nationalmannschaft. Zweieinhalb Jahre später, im Jahr 1990 wurden die A-Schüler unter dem Trainergespann Holger Thomas und Reiner Hermann letzter Meister der DDR.
Erfolge
- DDR-Oberliga: 2. Platz 1988

### Tischtennis
Anfang 1950 gründeten sportinteressierte Arbeiter des Stahl- und Walzwerk Brandenburg die Sektion Tischtennis in der BSG Stahl Brandenburg. 1964 brannte die Sporthalle der Sektion an der Gördenbrücke vollständig aus. Drei Jahre später konnte nach Umbau Räume in der ehemaligen Opelkantine, die heutige Sporthalle an der Gördenbrücke in Betrieb genommen werden. In der Folge etablierte sich die Sektion und Tischtennisspieler von Stahl Brandenburg gehörten zu den Besten des Bezirkes Potsdam. So erzielte man die größten Erfolge in den 1970er Jahren. In einer Saison gelang es der BSG sogar alle Einzel- und Mannschaftstitel des Bezirkes zu erringen. Im Nachwuchsbereich gehörte Stahl Brandenburg zu den nationalen Spitzenvereinen. Vor der politischen Wenden fanden in Brandenburg auch regelmäßig Länderspiele, DDR-Meisterschaften, Bezirksmeisterschaften und Leistungsklassenturniere statt. Mit der politischen Wende 1989/1990 hatte die Sektion Tischtennis etwa 85 Mitglieder.

### Segeln
Die BSG Stahl Brandenburg übernahm 1965 die erfolgreiche Sektion Segeln der BSG Motor Brandenburg. Noch im selben Jahr konnte an die vorherigen Erfolge angeknüpft werden. Hans Gauglitz und M.Städter, die 1964 noch für Motor startend die DDR-Meisterschaft gewannen, holten 1965 und 1966 jeweils die Bronzemedaillen in der Bootsklasse H-Jolle. 1971 und 1972 wurde Hans Gauglitz mit Hans-J. Hanitzsch in derselben Klasse Vizemeister. Ebenfalls Zweitplatzierte wurden im 20-m²-Jollenkreuzer E. Schleuss, Draeger und G. Meyer 1965 und im 15-m²-Jollenkreuzer Hans-J. Hanitzsch und Hanitzsch 1978. 1987 fuhr Hans-J. Hanitzsch mit R. Hübner wiederum auf den Silberrang in der Bootsklasse 15-m²-Jollenkreuzer. Hierbei bestand offiziell eine Segelgemeinschaft SG Berlin-Grünau/Stahl Brandenburg. Im nächsten Jahr fuhren beide für Stahl und gewannen Bronze.

### Kanu
Heimrennstrecke der Kanuten war die Regattastrecke Beetzsee. Aus der Sektion Kanu gewannen zwei Boote Medaillen bei DDR-Meisterschaften. 1964 gewann Knobba für Stahl Brandenburg startend Silber im Einer-Kajak der Damen. Im gleichen Jahr gewann sie in Zweier-Kajak mit Wildhiller Bronze. Nachdem die Kinder- und Jugendsportschule in Brandenburg zu Gunsten der Einrichtung in Potsdam geschlossen und eine Konzentration der Talente beim ASK Vorwärts Potsdam stattfand, spezialisierte sich die BSG Stahl auf den Kinder- und Jugendkanusport, mit dem Ziel eventuelle Sportgrößen für den ASK zu gewinnen. So kam beispielsweise die vielfache Olympiamedaillengewinnerin Birgit Fischer von Stahl nach Potsdam. Nach der Wende gründeten sich die Kanuten im WSV Stahl Beetzsee Brandenburg aus.

### Boxen
Von Sportlern der Sektion Boxen wurden zu Beginn der 1950er Jahre einige nationale Meisterschaften gewonnen. 1951 gewann H. Daberkow Gold im Halbweltergewicht. Conrad Gutschmidt gewann im selben Jahr den Titel in der Gewichtsklasse Bantamgewicht. Drei Jahre später konnte er seinen Erfolg in der Gewichtsklasse Halbweltergewicht wiederholen. Zur darauf folgenden Saison verließ er Brandenburg und schloss sich der BSG Stahl Riesa an, wo er mit weiteren Meisterschaften an bisherige Leistungen anknüpfen konnte. Nicht zu verwechseln ist er mit dem Boxer Guthschmidt, der 1953 im Leichtgewicht für die BSG Empor Brandenburg startend Silber gewann. Die Sektion Boxen blieb nach der Wende bei der SG Stahl.